# 99 домов
«99 домов» (англ. 99 Homes) — американский фильм 2014 года режиссёра Рамина Бахрани. Премьера фильма состоялась на 71-м Венецианском кинофестивале. Фильм вышел в прокат в США 25 сентября 2015 года.

## Сюжет
Коррумпированный риэлтор Рик Карвер выселяет безработного отца-одиночку Дэнниса Нэша из его дома. У Нэша нет другого выбора, кроме как работать на Карвера в надежде получить свой дом обратно. Нэш начинает использовать те же практики, что и Карвер, и втягивается в коррумпированный мир.
Нэш сам начинает заниматься выселением задолжавших банку граждан из их домов, попутно занимаясь обманом банков, путем снятия бытовых приборов с домов, с последующей установкой тех же приборов за деньги банка. В итоге Нэш начинает преуспевать в новом для себя деле так сильно, что Карвер делает его своей «правой» рукой.
В связи с тем, что старый дом Нэша должен быть выставлен на продажу банком только через пару недель, он со своей матерью и сыном продолжают жить в мотеле, в который переехали после выселения. И однажды, в день рождения сына Нэша, в мотель приезжает новая семья, которых выселили из их дома. Мужчина узнает Нэша и угрожает ему, в то время как Нэш утверждает что мужчина обознался и они не знакомы. Начинается ссора, в ходе которой соседям Нэша становится известно, что он занимается выселением людей из их домов.

## В ролях
- Эндрю Гарфилд — Дэннис Нэш
- Лора Дерн — Линн Нэш
- Майкл Шеннон — Рик Карвер
- Тим Гини — Фрэнк Грин
- Ноа Ломакс — Коннор Нэш

## Восприятие
Фильм получил в основном положительные отзывы. На сайте Rotten Tomatoes на основе 160 рецензий со средним баллом 7,5 из 10 фильм получил оценку 93 %. На сайте Metacritic фильм имеет оценку 76 балл из 100 на основе 31 рецензий, что соответствует статусу «в основном положительные рецензии».

## Награды и номинации
- 2016 — номинация на премию «Золотой глобус» за лучшую мужскую роль второго плана (Майкл Шеннон)
- 2016 — номинация на премию «Выбор критиков» за лучшую мужскую роль второго плана (Майкл Шеннон)
- 2016 — номинация на премию «Независимый дух» за лучшую мужскую роль второго плана (Майкл Шеннон)
- 2016 — номинация на премию Гильдии киноактёров США за лучшую мужскую роль второго плана (Майкл Шеннон)
- 2016 — две номинации на премию «Сатурн»: лучший независимый фильм, лучшая мужская роль второго плана (Майкл Шеннон)
- 2014 — два приза Венецианского кинофестиваля:SIGNIS — особое упоминание (Рамин Бахрани), приз Vittorio Veneto Film Festival за лучший фильм (Рамин Бахрани), а также номинация на Золотого льва (Рамин Бахрани)